# Rothschild & Bach
Rothschild & Bach, Uitgevers te Amsterdam was een kleine uitgeverij, opgericht in 1989 door de toneelregisseur, danser en uitgever Jan Ritsema, als dochteronderneming van Theatre Bookshop Amsterdam. De naam laat zich verklaren als een symbolische synergie van geld (Rothschild) en kunst (Bach). Er werd werk uitgegeven van Battus (pseudoniem van Hugo Brandt Corstius), en van een aantal jonge debutanten en andere schrijvers, onder wie Erik Bindervoet & Robbert-Jan Henkes, Anne Boree, Paul van Capelleveen, Sanne Groot Koerkamp, Arnon Grunberg, Peter Handke, Rüdiger Safranski en Cesar Stormvogel. Van Grunberg verscheen bij R&B De dagen van Leopold Mangelmann, het zogeheten 'officieuze debuut uit 1993'. 
In totaal gaf uitgever Ritsema in de jaren 1990-1993 vijftien boeken uit. Hij koos voor een gestileerd ontwerp van zijn uitgaven, naar ouderwets Frans model, waarmee hij afweek van gangbare, hedendaagse publicaties in boekvorm. De boeken zijn in pocketformaat gedrukt; van enkele bestaan bibliofiele luxe-exemplaren.
In juli 2005 werd opnieuw een uitgeverij opgericht met de naam Rothschild & Bach, 'als hommage aan de legendarische uitgever Jan Ritsema'. Deze nieuwe uitgeverij, onder leiding van Oscar van Gelderen, afkomstig van Vassallucci, is onderdeel van de boekendivisie van Foreign Media Group en richt zich, anders dan haar voorganger, meer op jongeren.